# Europese kampioenschappen atletiek 1974 – marathon
Het Europees kampioenschap marathon van 1974 werd op 8 september gehouden in Rome.
Marathonwedstrijden voor vrouwen bestonden er in die tijd nog niet.

## Uitslagen
| rang   | naam                  | land | tijd      |
| ------ | --------------------- | ---- | --------- |
| Goud   | Ian Thompson          | GBR  | 2:13.18,8 |
| Zilver | Eckhard Lesse         | GDR  | 2:14.57,4 |
| Brons  | Gaston Roelants       | BEL  | 2:16.29,6 |
| 4      | Bernard Plain         | GBR  | 2:18.02,2 |
| 5      | Jose Reveyn           | BEL  | 2:19.36,4 |
| 6      | Ferenc Szekeres       | HUN  | 2:20.12,8 |
| 7      | Giuseppe Cindolo      | ITA  | 2:20.28,2 |
| 8      | Neil Cusack           | IRL  | 2:22.05,0 |
| 9      | Paavo Leiviskä        | FIN  | 2:22.45,6 |
| 10     | Yuriy Laptyev         | URS  | 2:23.15,6 |
| 11     | Paolo Accaputo        | ITA  | 2:24.06,0 |
| 12     | Danny Mcdaid          | IRL  | 2:25.07,8 |
| 13     | Jørgen Jensen         | DEN  | 2:26.54,2 |
| 14     | Bob Sercombe          | GBR  | 2:27.13,0 |
| 15     | Josef Jánský          | TCH  | 2:27.40,4 |
| 16     | Edward Łęgowski       | POL  | 2:27.45,8 |
| 17     | Václav Mládek         | TCH  | 2:30.16,8 |
| 18     | Peter Suchán          | TCH  | 2:30.42,6 |
| 19     | Reino Paukkonen       | FIN  | 2:31.11,2 |
| 20     | Günter Mielke         | FRG  | 2:32.21,6 |
| 21     | Ryszard Chudecki      | POL  | 2:34.15,0 |
| 22     | Anatoliy Strelets     | URS  | 2:34.55,2 |
| -      | Karel Lismont         | BEL  | DNF       |
| -      | Agustin Diaz Pavon    | ESP  | DNF       |
| -      | Peter Helmer          | DEN  | DNF       |
| -      | Atanas Galabov        | BUL  | DNF       |
| -      | Theofanis Tsimingatos | GRE  | DNF       |
| -      | Fernand Kolbeck       | FRA  | DNF       |
| -      | Antonio Mangano       | ITA  | DNF       |
| -      | Yuriy Velikorodnykh   | URS  | DNF       |

Turijn 1934 ·
Parijs 1938 ·
Oslo 1946 ·
Brussel 1950 ·
Bern 1954 ·
Stockholm 1958 ·
Belgrado 1962 ·
Boedapest 1966 ·
Athene 1969 ·
Helsinki 1971 ·
Rome 1974 ·
Praag 1978 ·
Athene 1982 ·
Stuttgart 1986 ·
Split 1990 ·
Helsinki 1994 ·
Boedapest 1998 ·
München 2002 ·
Göteborg 2006 ·
Barcelona 2010 ·
Zürich 2014 ·
Berlijn 2018 ·
München 2022 ·